# Gibeon (meteorito)
Gibeon é um meteorito que caiu em tempos pré-históricos na Namíbia. Recebeu o nome da cidade mais próxima: Gibeon [Gibeão].

## História
O meteorito foi descoberto pelo povo Nama e usado por eles para fazer ferramentas e armas.
Em 1836 o capitão inglês JE Alexander coletou amostras do meteorito nas proximidades do Fish River e as enviou para Londres. Lá John Herschel os analisou e confirmou pela primeira vez a natureza extraterrestre do material.

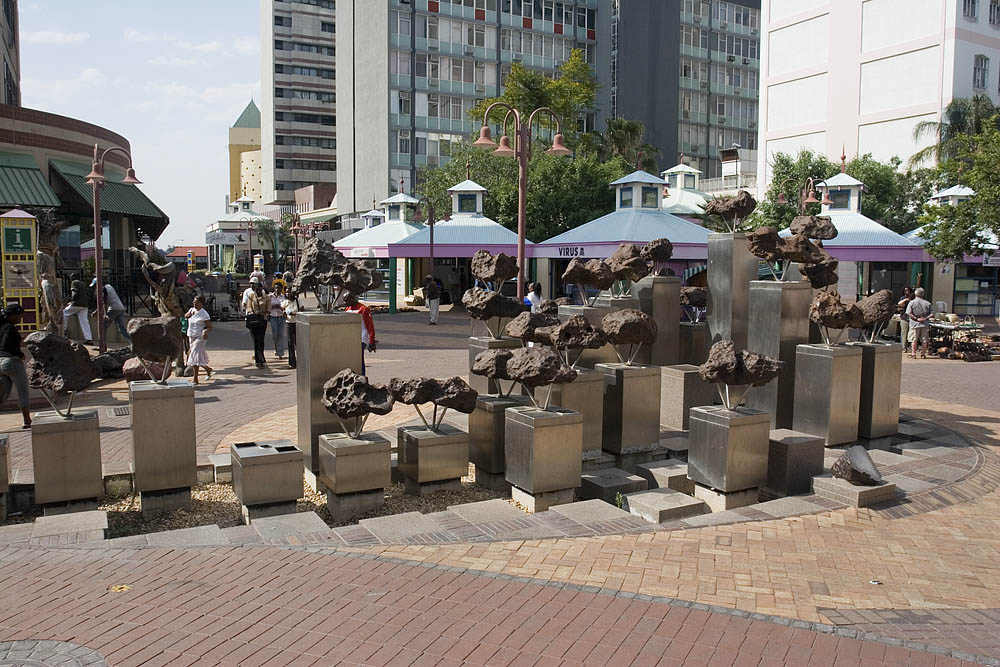
Post Street Mall & Meteorito Gibeon

Entre 1911 e 1913, 33 fragmentos do meteorito foram coletados nas proximidades de Gibeon e levados para a capital Windhoek. Eles pesavam entre 195 e 506 kg e foram primeiro armazenados e, em seguida, exibidos no Zoo Park como um único monte. Em 1975, uma fonte pública exibindo os fragmentos de meteorito foi planejada. As peças foram retiradas e armazenadas na Alte Feste, onde dois dos fragmentos foram roubados. A fonte foi erguida no Post Street Mall, com dois pilares vazios para os fragmentos perdidos. Desde então, mais dois fragmentos foram retirados da fonte, de modo que ela exibe hoje apenas 29.
A coleção exibida na fonte no Central Business District de Windhoek foi proclamada Monumento Nacional (Categoria: geologia) em 15 de fevereiro de 1950. Além disso, todos os meteoritos encontrados na Namíbia são automaticamente protegidos como Monumentos Nacionais e não devem ser removidos de onde foram encontrados, nem danificados de qualquer forma.

## Campo espalhado
Os fragmentos do meteorito no campo espalhado estão dispersos sobre uma área elíptica de 390 km de comprimento e 120 km de largura. O núcleo desta área está situado perto da aldeia de Gibeon na região de Hardap da Namíbia. Cerca de 100-150 fragmentos diferentes foram coletados ao longo do tempo, e peças adicionais Desde 2004 é ainda encontrado ocasionalmente.

## Composição e classificação

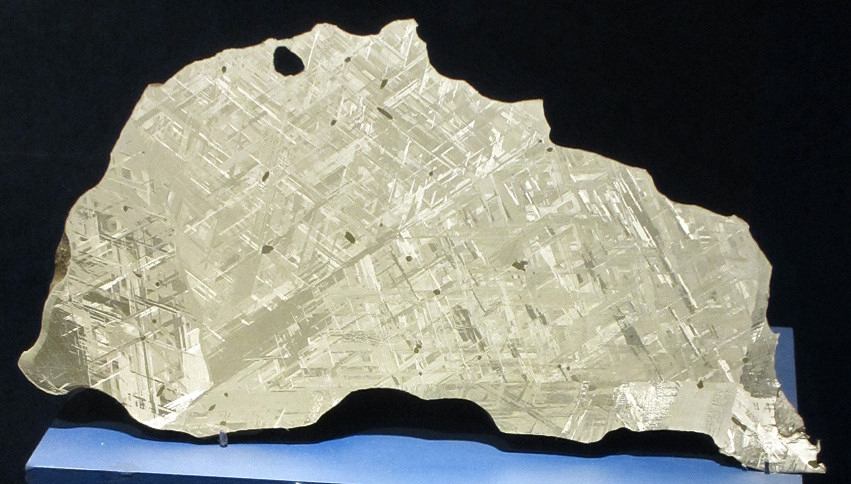
Fatia completa de Gibeon, NMNH

O termo Gibeão abrange todo o material meteorítico caído do céu durante o outono. Este material é classificado como meteorito de ferro pertencente ao grupo químico IVA.
Os meteoritos Gibeon são compostos de uma liga de ferro - níquel contendo quantidades significativas de cobalto e fósforo. A estrutura cristalina deste meteorito fornece um exemplo clássico de octaedrito fino e o padrão Widmanstätten é apreciado por sua beleza tanto por colecionadores quanto por designers de joias.